# واریک دیویس
واریک اشلی دیویس (انگلیسی: Warwick Ashley Davis؛ زادهٔ ۳ فوریهٔ ۱۹۷۰) بازیگر انگلیسی است. از جمله فیلم‌هایی که او در آن حضور پیدا کرده است می‌توان به مجموعه فیلم‌های هری پاتر و جنگ‌های ستاره‌ای و همچنین شاهزاده والیانت، شاهزاده کاسپین و سفر کشتی سپیده‌پیما و صندلی نقره‌ای اشاره کرد. دیویس که از یازده سالگی در این صنعت فعال است، یکی از پرفروش‌ترین بازیگران نقش مکمل در تمامی دوره‌ها محسوب می‌شود.